# Porporela
Porporela je lukobran u staroj gradskoj luci, najpoznatiji i najopjevaniji dio dubrovačkog starog grada i omiljeno kupalište.

## Naziv
Naziv Porporela izvedenica je latinske riječi purpure, što prevedeno na hrvatski znači umjetni niz grebena, školjića, stijena ili obala građena od niza grebena. Prvi se put spominje u venecijanskim izvorima 26. siječnja 1281., a u Dubrovniku se 1367. spominje pod nazivom porporaria. Iz te je riječi nastala izvedenica i današnji naziv Porporela.

## Povijest
Po nalogu pomorsko-lučke uprave iz Trsta (Italija), koja je u tom razdoblju bila pod vlašću austro-ugarske vlade, godine 1873. započinju radovi na lukobranu Porporeli.
Godine 1879., jako je olujno nevrijeme praćeno velikim valovima na Porporelu izbacilo kamen mase 3159 kilograma, koji je potom ugrađen u lukobran, a danas predstavlja svojevrsnu atrakciju.

## Porporela danas
Danas je Porporela omiljeno okupljalište mladih Dubrovčana i gostiju Dubrovnika. Na Porporeli se organiziraju koncerti, razne pučke zabave i športska natjecanja.
Najpoznatije športsko natjecanje je vaterpolska Divlja liga u kojoj nastupaju amaterski klubovi dubrovačkih plaža i kupališta, a VK Porporela je pobjednik natjecanja u sezonama 2007. i 2023. godine.
Najpoznatija pučka zabava je "Noć Porporele", a sav prihod sa zabave namijenjen je u humanitarne svrhe.
Porporela danas ima svoju udrugu, Republiku i Kneza na čelu Republike.

## Šport
Porporela je jedno od četiri mjesta gdje se započela igrati obnovljena vaterpolska "Divlja liga", odnosno gdje je prve sezone postojao teren (Belvi, Danče, Porporela, Šulić). Od tada tu se pojavljivalo i nestajalo o više timova:
- VK Porporela - amaterski vaterpolo klub, sudionik Divlje lige, pobjednik u sezonama 2007. i 2023. godine.
- VK Uvalica - amaterski vaterpolo klub, sudionik Divlje lige.
- VK Porat Profundis - amaterski vaterpolo klub, sudionik Divlje lige.

## Vanjske poveznice
Službene stranice udruge Porporela  Arhivirana inačica izvorne stranice od 28. studenoga 2007. (Wayback Machine)